# Episodi di R.I.S. - Delitti imperfetti (seconda stagione)
La seconda stagione della serie televisiva R.I.S. - Delitti imperfetti è stata trasmessa in Italia dal 9 gennaio al 20 febbraio 2006 su Canale 5, con 2 episodi a serata per 7 settimane consecutive, sempre di lunedì (tranne la prima settimana, in cui è stata trasmessa anche di martedì, e la quinta settimana in cui è stata trasmessa di martedì). 
| nº | Titolo                                 | Prima TV Italia  |
| -- | -------------------------------------- | ---------------- |
| 1  | Testimone silenzioso                   | 9 gennaio 2006   |
| 2  | Insospettabile                         | 9 gennaio 2006   |
| 3  | Colpevoli o innocenti?                 | 11 gennaio 2006  |
| 4  | L'ora del veleno                       | 11 gennaio 2006  |
| 5  | L'ultimo saluto                        | 16 gennaio 2006  |
| 6  | Inganni della scienza                  | 16 gennaio 2006  |
| 7  | Bella da morire                        | 23 gennaio 2006  |
| 8  | La trappola                            | 23 gennaio 2006  |
| 9  | Follia omicida (prima e seconda parte) | 30 gennaio 2006  |
| 10 | Follia omicida (prima e seconda parte) | 30 gennaio 2006  |
| 11 | Fuoco incrociato                       | 6 febbraio 2006  |
| 12 | Una sorpresa per il Capitano           | 6 febbraio 2006  |
| 13 | Ossessione                             | 13 febbraio 2006 |
| 14 | La mano del diavolo                    | 13 febbraio 2006 |
| 15 | Delitto a camera chiusa                | 20 febbraio 2006 |
| 16 | L'ultima prova                         | 20 febbraio 2006 |

## Testimone silenzioso
- Diretto da: Alexis Sweet
- Scritto da: Paolo Marchesini, Barbara Petronio, Leonardo Valenti

### Trama
Il generale Tosi presenta al capitano Riccardo Venturi la nuova arrivata: il tenente Giorgia Levi dal R.I.S. di Cagliari, psicologa specializzata in profili di serial killer. Giorgia affiancherà la squadra del R.I.S. di Parma nel caso delle bombe. Finalmente l'uomo delle bombe ha un volto: quello ripreso dalle telecamere del supermercato dove ha incrociato Venturi e dove in extremis il R.I.S. ha evitato una strage. La Levi decide di ripartire dalle telecamere di video sorveglianza del supermercato, sperando di trovare un messaggio da parte del folle criminale. Un'immagine sfocata di un portachiavi in mano all'uomo porta lei e il maresciallo De Biase ad un autonoleggio, dove trovano una lettera per Venturi contenente una sola frase ossessiva. Giorgia cerca di decifrare il messaggio come se fosse un indovinello. Nel frattempo, l'uomo delle bombe piazza qualcosa nella macchina del tenente Anna Giordano, la collega di cui Venturi è innamorato. Anna è triste perché avverte che Riccardo cerca di evitarla. 
Il caso a cui lavorano Testi e Giordano si rivela essere lo stesso che impegna Venturi, Martinelli e il capitano Edoardo Rocchi della territoriale, e vede protagonista la testimone di un omicidio: è una giovane moldava, Anya, ricoverata sotto shock in ospedale. La ragazza ha assistito all'omicidio di un noto sfruttatore di prostitute, Giacomo Greco, avvenuto nel suo appartamento. Rocchi vuole arrestarla perché la ritiene colpevole, ma Venturi la sottopone ad uno speciale test che conferma che Anya ha solo assistito ad un omicidio. La verità si rivela molto più scomoda: l'assassino è la madre di Anya, Nadia Balbin, che ha tentato di preservare la figlia dal mondo della prostituzione e ha ucciso sia Greco, sia Sergio Bonezzi, anch'egli coinvolto nel giro. 
Intanto la Levi, con l'aiuto di Martinelli anagrammando la frase scritta dall'uomo delle bombe, decodifica un nome: Anna Giordano e Vincenzo scopre che nell'auto che ha usato l'uomo delle bombe tracce di pentrite, resina sintetica e paraffina che forma un esplosivo al plastico.  Anna sta per mettere in moto la sua auto, quando Venturi la raggiunge per spiegarle il suo strano comportamento. Il colloquio fra i due salva la vita ad entrambi: proprio in quel momento una telefonata di Martinelli avverte il capitano del potente ordigno che stava per farli saltare in aria.
- Altri interpreti: Ninni Bruschetta (Sergio Bonezzi), Antonio Manzini (dottor Stefano Cecchi), Claudia Muzii (Nadia Balbin), Nicolas Vaporidis (Fausto Savio), Elena Bouryka (Anya), Francesco Migliaccio (Giacomo Greco).

## Insospettabile
- Diretto da: Alexis Sweet
- Scritto da: Paolo Marchesini, Barbara Petronio, Leonardo Valenti

### Trama
Per una coincidenza, il tentativo di dichiarazione d'amore di Riccardo salva lui e il tenente Anna Giordano dal potente ordigno piazzato dall'Uomo delle Bombe, il serial killer che sembra ormai aver preso di mira Anna. Gli artificieri disattivano ed estraggono la bomba, che consegnano al Maresciallo Vincenzo De Biase. Ma per Anna e Riccardo non c'è un momento di tranquillità: una chiamata d'urgenza dal Capitano della Territoriale li fa correre in una strada periferica, dove una ragazza è stata trovata cadavere, probabilmente vittima di un pirata della strada. Nel frattempo, il sottotenente Davide Testi, il tenente Fabio Martinelli e la nuova tenente Giorgia Levi sono chiamati in un lussuoso albergo: la sera prima c'è stata una festa in maschera e, nell'ascensore, è stato rinvenuto il corpo pugnalato di una ragazza, Giulia Camera. Mentre Riccardo e Anna scoprono che la ragazza frequentava spesso un suo amico meccanico, Fabio, Davide e Giorgia scoprono che alla festa la vittima era con un ragazzo vestito da frate, Stefano Vietti, che risulta scomparso e diviene il sospettato numero uno. Quando il suo cadavere viene rinvenuto, però, i R.I.S. cercano altre tracce fino a giungere al vero assassino: il barman. L'assassino della ragazza travolta in strada si scopre essere invece un ragazzo di colore che, guidando un'auto, l'ha accidentalmente investita: con un amico della vittima, Remo, l'ha scaricata lì sull'asfalto, senza sapere che in realtà poteva ancora essere salvata. 
Riguardo al caso Unabomber, Vincenzo scopre, tra i resti della bomba, la scheda madre di una fotocopiatrice dei laboratori, cambiata un po' di tempo fa. Intanto, dagli Stati Uniti ritorna una Francesca guarita, in grado di camminare con le proprie gambe: la ragazza però comunica tristemente al padre e a Davide di non avere intenzione di intraprendere relazioni amorose e che vorrebbe stare ancora un po' in America. Venturi si dichiara definitivamente ad Anna. I due vengono, però, interrotti da Vincenzo che comunica altre informazioni riguardanti la bomba: il tubo di una lavatrice ha una grossa quantità di calcare comune solo in una precisa zona di Parma. Venturi si precipita sul posto: nella casa non trova nessuno, quando vede l'Uomo delle Bombe attraversare il vicolo. Il Capitano entra in casa e punta la pistola in faccia all'assassino.
- Altri interpreti: Giulia Michelini (Francesca De Biase), Mia Benedetta Barracchia (Giulia Camera), Marco Giuliani (Daniele Sbarra), Marco Bocci (Stefano Vietti), Vinicio Marchioni (barista),  Francesco Meoni (Remo), Gianluca Morini (Carlo Costa).
- Ascolti Italia: telespettatori 6.407.000

## Colpevoli o innocenti?
- Diretto da: Alexis Sweet
- Scritto da: Vinicio Canton, Barbara Petronio, Leonardo Valenti

### Trama
In seguito al suo arresto Luca Grassi, sospettato di essere l'uomo delle bombe, rivendica la propria incredulità e innocenza ai R.I.S. Il procuratore Di Maio invita il Capitano Venturi a fornirgli prove concrete entro 48 ore, pena il rilascio di Luca Grassi. Giorgia riferisce a Venturi che hanno trascurato di controllare la macchina di Anna dove l'uomo delle bombe ha piazzato un ordigno. Pur non trovando le impronte viene trovato un pezzo di mollica di pane per far estrarre il DNA che alla fine è uguale a quello di Grassi il quale viene definitivamente arrestato. 
Intanto il Capitano Rocchi convoca i colleghi del R.I.S dove è avvenuta una rapina in una villa, in cui sono stati imbavagliati e legati i padroni di casa i Lombardo con i loro figli, ma il figlio piccolo Luca è morto per asfissia. Effettivamente, i ladri hanno forzato e svuotato la cassaforte della villa. Intanto in una cabina della corrente viene trovato un pezzo di lattice per guanto e uno dei rapinatori ha lasciato un'impronta sul nastro il quale è stato soffocato il bambino. L'impronta appartiene a Antonio Fontana precedenti per rapina il quale insieme al suo complice vengono subito arrestati e confessano il furto, ma negano di aver imbavagliato i ragazzi. Martinelli dimostra a Rocchi l'innocenza dei rapinatori con il scongelamento dei gelati artigianali all'interno del frigo della casa Lombardo. Durante l'autopsia la Morandi scopre una fibra all'interno della gola della vittima e si scopre che non è stato soffocato dal nastro adesivo. Rocchi scopre che la sera della rapina i Lombardo hanno fatto una chiamata al 118 con una telefonata muta, inoltre riferisce anche la signora Lombardo ha avuto una crisi depressiva ma Rocchi parlando con la maestra che il piccolo Luca aveva problemi di ritardo mentale con un sospetto principio di autismo. Nel nastro il quale è stato imbavagliato il bambino viene trovato il DNA della madre. Durante il controllo nella villa Fabio e Davide trovano l'arma del delitto un maglione blu che coincide alla fibra trovata nella gola della vittima. Anna e Vincenzo analizzano la telefonata del 118 fatta dalla signora Lombardo. Sia lei e il marito confessano l'omicidio del figlio, Durante l'analisi sul maglione, si scopre poi che il figlio piccolo è stato soffocato per errore dalla sorella, che per evitare che le sue urla attirassero i ladri, gli ha tappato la bocca con il maglione. 
Dopo aver risolto il caso Riccardo porta Anna nella vecchia casa dei genitori di Venturi. Spostando degli oggetti Anna trova un messaggio nello specchio pieno di polvere con scritto "vai dalla morte suicide" ed entrambi pensano all'uomo delle bombe.
- Ascolti Italia: telespettatori 6.749.000[1]
- Altri interpreti: Stefano Santospago (Lorenzo Lombardo), Enrica Maria Modugno (Vittoria Lombardo), Virginia Valsecchi (Aurora Lombardo), Michele De Virgilio (Antonio Fontana).

## L'ora del veleno
- Diretto da: Alexis Sweet
- Scritto da: Vinicio Canton, Barbara Petronio, Leonardo Valenti

### Trama
Mentre Venturi indaga sul rapimento di una bambina, Emma Gandolfi, Testi e De Biase indagano sulla morte di un pregiudicato, ucciso in un night club mentre stava godendo lo spogliarello di una ragazza di nome Mara. Venturi scopre che l'idea del rapimento della bambina è dello zio di quest'ultima, Sandro, che ha ucciso suo cognato per ingannare la nipote. Invece Testi e De Biase scoprono che a uccidere il pregiudicato è stata, Heather, una collega di Mara, per vendetta. Dopo il caso, Testi e Mara finiscono a letto insieme. 
20 luglio 2005. Nel giorno del suo compleanno, Anna è vittima dell'ennesimo tentativo omicida dell'uomo delle bombe, che le invia un messaggio fingendosi Venturi e facendole recapitare da un corriere un pacco con una giostra carillon: all'interno della giostra si nasconde un bracciale, nel quale l'uomo delle bombe ha inserito del veleno per uccidere il tenente Giordano e ferire, di conseguenza, il Capitano Venturi. Anna muore tra le braccia del capitano.
- Altri interpreti: Silvia Cohen (madre di Emma), Fabio Ferri (Vincenzo Corsi), Giovanni Franzoni (Sandro), Roberto Abbati (Ettore Marescalchi), Alessandro Incerto (rapitore di Emma), Ludmilla Radchenko (Mara), Francesco Mastrorilli (corriere), Claudio Masin (cliente night club), Massimo Sarchielli (?), Crisula Stafida (Heather).
- Ascolti Italia: telespettatori 6.304.000[1]

## L'ultimo saluto
- Diretto da: Alexis Sweet
- Scritto da: Sara Mosetti, Barbara Petronio, Leonardo Valenti

### Trama
Venturi, distrutto dalla morte di Anna, non se la sente di seguire le indagini e si reca in Veneto per indagare sulla scomparsa di un parroco, Don Sandro. Nel frattempo, nella sede di Parma De Biase e Testi si occupano di analizzare la scena del crimine e gli oggetti che Anna ha toccato prima di morire: secondo il medico legale, infatti, è il contatto con un oggetto avvelenato la causa della sua morte. In Veneto Venturi scopre che il prete scomparso è morto, e con l'aiuto di Vincenzo riesce a risolvere il caso: i sospetti ricadono in un primo momento su un ragazzo, Lorenzo Ceschin, che ce l'aveva con il parroco per aver messo incinta la sua compagna, Caterina Nobile, ma successivamente si scopre che i due hanno solo litigato violentemente; la morte del prete non è un omicidio bensì una terribile disgrazia, avvenuta mentre stava riparando la campana nella torretta campanaria: a causa della rottura di una ringhiera, il prete è precipitato nel vuoto. 
Fabio ha deciso di rinunciare al trasferimento a Messina. Al funerale di Anna Giordano sono presenti tutti i suoi colleghi per l'ultimo saluto.
- Curiosità: la città di Revine è stata girata a Nepi.
- Altri interpreti: Roberto Accornero (Don Carlo), Francesca Beggio (Caterina Nobile), Riccardo Festa (Don Sandro), Flavio Pistilli (Lorenzo Ceschin), Francesco Mastrorilli (corriere), Federico Torre (carabiniere di Revine).
- Ascolti Italia: telespettatori 6.512.000[2]

## Inganni della scienza
- Diretto da: Alexis Sweet
- Scritto da: Sara Mosetti, Barbara Petronio, Leonardo Valenti

### Trama
Il sessantenne Mario Savona viene trovato morto nel fiume Adda avvolto in un sacchetto di plastica: i R.I.S sospettano della moglie, ma anche quest'ultima viene trovata morta. 
La Levi scoprirà che l'assassino dei coniugi è il figlio dei due, Stefano, che ha ucciso il padre per via di una relazione con la sua ragazza Marta, e la madre come testimone del primo omicidio. 
Venturi torna sul luogo della morte di Anna; lì vengono trovati i frammenti di vetro del carillon che Anna ha fatto cadere a terra prima di morire: sull'oggetto potrebbero trovarsi le impronte dell'uomo che ha ucciso Anna. 
Venturi scopre che i frammenti di vetro che cerca si trovano sui suoi stessi vestiti: i pezzi gli sono rimasti attaccati dopo aver stretto tra le sue braccia il corpo senza vita della donna che amava, al punto che il capitano è afflitto dai sensi di colpa per aver contaminato la scena del crimine. Una volta ricostruiti i pezzi e le impronte Venturi non ha dubbi: è stato Luca Grassi ad aver ucciso Anna. Tuttavia, Vincenzo trova un messaggio nella segreteria da cui è partito l'SMS per Anna: è stato registrato dopo l'arresto di Luca Grassi, che quindi non può essere l'assassino. Analizzando nuovamente le impronte, il capitano nota che quella di Grassi è speculare rispetto a quella trovata sul carillon: solo i gemelli monozigoti hanno le impronte speculari. Luca Grassi ha un fratello, che è quindi il vero assassino di Anna.
- Altri interpreti: Stefano Scandaletti (Stefano Savona), Carolina Torta (Paola Savona), Carmen Onorati (vicina dei Savona), Paola Pessot (Marta Mariani).
- Ascolti Italia: telespettatori 6.206.000[2]

## Bella da morire
- Diretto da: Alexis Sweet
- Scritto da: Paolo Marchesini, Francesco Balletta

### Trama
Mara, la ragazza con cui Testi aveva una relazione, viene trovata morta strangolata in casa. Testi viene in un primo momento sospettato di omicidio: in realtà, il colpevole è Enzo, il proprietario del locale che la ragazza frequentava. Nel frattempo Martinelli e Levi si occupano della misteriosa morte di un istruttore di tango: i sospetti ricadono sulla moglie gelosa Elisa, ma le cose sono in realtà andate in maniera molto differente. Alla fine dell'indagine Giorgia e Fabio finiscono col fare l'amore. Venturi continua ad indagare sulla morte di Anna e, grazie ad una trappola tesa tramite i giornali, riesce ad ascoltare la voce del vero uomo delle bombe, il fratello gemello di Luca Grassi.
- Altri interpreti: Emanuela Folliero (Elisa), Maruska Albertazzi (Sonia), Ludmilla Radchenko (Mara), Fabio Ferri (Vincenzo Corsi), Lorenza Sorino (ballerina).
- Ascolti Italia: telespettatori 6.575.000[3]

## La trappola
- Diretto da: Alexis Sweet
- Scritto da: Paolo Marchesini, Francesco Balletta

### Trama
Nella camera di un residence una matura professoressa universitaria ha un rapporto sessuale con un suo giovanissimo studente. Mentre la donna cavalca in preda al piacere, la ripresa indugia sui suoi giganteschi seni nudi, finché non ha un orgasmo. Il ragazzo eiacula e la donna si abbassa su di lui per baciarlo. 
Fuori, sotto una pioggia scrosciante, un uomo fuma una sigaretta dopo l'altra: è il marito della professoressa, consapevole del tradimento in corso, ma incapace di agire. Il giorno dopo lo studente viene trovato morto proprio dalla professoressa prima di iniziare una lezione universitaria. La donna aveva da tempo intrecciato una relazione clandestina con il ragazzo, e i carabinieri ipotizzano in un primo momento che se ne sia sbarazzata a causa dei crescenti sospetti del marito e del figlio Saverio. Quest'ultimo, motivato dalla volontà di punire la coppia di amanti, si scopre essere l'assassino del ragazzo. 
Intanto i R.I.S. tengono Luca Grassi sotto sorveglianza, usandolo come "esca" per catturare il fratello gemello, il vero uomo delle bombe. I due fratelli si incontrano al centro di una diga altissima. Quando sul posto arrivano i R.I.S. e gli uomini della Territoriale, l'uomo delle bombe non ha scampo e decide di buttarsi nel vuoto.
- La scena della diga è stata girata alla diga del Lago del Salto nel Reatino.
- Altri interpreti: Michelangelo Tommaso (Angelo Sperti), Rosaria De Cicco (Valentina Romani), Lorenzo De Angelis (Saverio), Chiara Tomaselli (Michela).

## Follia omicida (prima e seconda parte)
- Diretto da: Alexis Sweet
- Scritto da: Paolo Marchesini, Barbara Petronio, Leonardo Valenti

### Trama
Un uomo viene trovato carbonizzato nel bagagliaio di un'auto guidata da un ladro, Romano Carpi. Si tratta del professor Costa che è stato accoltellato e poi bruciato. I R.I.S indagano sull'accaduto. Poco dopo, anche una tossicodipendente, Ilenia Bianco viene trovata morta accoltellata e con il volto parzialmente carbonizzato. Viene sospettato inizialmente il professor Pastore il quale però racconta di aver avuto una relazione segreta con Costa. Nella stessa giornata un uomo con precedenti per violenza su minori, Riccardo Pagano, viene trovato morto, ucciso con la stessa tecnica e la stessa bruciatura. Fabio Lucchin e Michele Imparato, due allievi della prima vittima, vengono trovati morti e Venturi scopre che il serial killer è proprio Pastore.
Nel frattempo il procuratore Di Maio, certo che l'uomo delle bombe sia morto lanciandosi nel vuoto della diga, ha deciso di archiviare il caso; ma, Venturi non demorde e crede che l'uomo delle bombe sia ancora vivo.
- Altri interpreti: Carmelo Galati (Marco Tanni), Alberto Cracco (avvocato D’Antoni), Raffaele Esposito (Michele Imparato), Giorgio Gobbi (Tommaso Pastore), Daniele Griggio (prof. Costa), Pietro Delle Piane (?), Carmelo Galati (Marco Tanni), Piero Nicosia (Romano Carpi), Guido Quintozzi (carabiniere), Alessandro Scavone (Fabio Lucchin), Patrizia Punzo (Carla De Biase), Giulia Michelini (Francesca De Biase)

## Fuoco incrociato
- Diretto da: Alexis Sweet
- Scritto da: Barbara Petronio, Leonardo Valenti, Laura Nucilli

### Trama
Una rapina al supermercato è andata male: la guardia giurata Nicola Roi e un rapinatore sono morti mentre un secondo malvivente è rimasto ferito. I R.I.S indagano sull'accaduto, scoprendo che è stato un terzo rapinatore ad uccidere il suo complice per poi scappare con la refurtiva. Viene ritrovato il covo dei rapinatori: i due rapinatori rimasti vivi (tra cui uno che era stato precedentemente ferito dal terzo) sono stati a loro volta uccisi (uno dal complice ferito e l'altro da un complice che ha organizzato la rapina). Si scopre che una donna presente al supermercato, Roberta Locci, era loro complice ma ha poi ucciso il rapinatore ferito per scappare con i soldi. 
Intanto De Biase e Martinelli seguono il caso della morte di un fotomodello, Alessandro Sposini, ucciso apparentemente da una scossa elettrica. Testi risponde ad una telefonata della madre di Martinelli ed è costretto ad informare il collega della morte del padre, da tempo malato.
- Altri interpreti: Giordano De Plano (Carlo Matera), Barbara Folchitto (Roberta Locci), Francesco Di Leva (Alessandro Sposini), Raffaele Gangale (Andrea Terenzi), Michele Melega (fotografo D’Avanzo), Bianca Nappi (cassiera), Fabrizio Raggi (Julien), Andrea Simonetti (Nicola Roi).
- Ascolti Italia: telespettatori 6.828.000[4]

## Una sorpresa per il Capitano
- Diretto da: Alexis Sweet
- Scritto da: Barbara Petronio, Leonardo Valenti, Laura Nucilli

### Trama
Il R.I.S viene coinvolto nell'indagine che riguarda una giovane studentessa, Caterina Sinibaldi, violentata nel proprio appartamento. L'ex fidanzato della vittima, tale Valle, viene sospettato dello stupro, ma durante l'interrogatorio arriva la notizia di un'altra aggressione ai danni di una ventenne di nome Sara. Venturi e Levi indagano e scoprono il vero responsabile degli stupri Andrea Giuliani: questi però muore nell'ufficio di Riccardo, dopo che quest'ultimo, a seguito della confessione dei due stupri, lo ha aggredito durante l'interrogatorio. La Levi e Martinelli capiscono che l’uomo, impotente, si divertiva a vedere le aggressioni e che suggeriva a un complice le vittime da colpire. Da una mail di Giuliani risalgono a un’altra ragazza individuata, Paola Novelli, che i R.I.S. riescono a salvare appena in tempo arrestando l’aggressore.
Nel frattempo, Testi e De Biase seguono il caso di Placido Contarini, un uomo il cui corpo è stato trovato su un autobus con il cranio sfondato. Le indagini portano presto a sospettare dei due fratelli della vittima, che lo hanno ucciso per impossessarsi di una sua recente vincita al Superenalotto. 
Venturi, redarguito dal generale Tosi per la poca lucidità che ha da quando è morta Anna, rientrando a casa trova uno smile nel bagno: l'uomo delle bombe ne aveva uno uguale.
- Altri interpreti: Emilio De Marchi (fratello di Placido), Vittorio Amandola (fratello di Placido), Giovanni Battaglia (Andrea Giuliani), Rosalba Battaglia (Paola Novelli), Francesco Bonomo (Valle), Lucia Guzzardi (madre di Placido), Tiziana Lambo (Sara), Guido Ruffa (Placido Contarini).
- Ascolti Italia: telespettatori 6.330.000[4]

## Ossessione
- Diretto da: Alexis Sweet
- Scritto da: Paolo Marchesini, Francesco Balletta

### Trama
L’infermiera Sara Reggiani viene trovata morta e svestita nel suo ufficio. Giorgia e Fabio indagano sul caso e scoprono che la colpevole è un'altra infermiera, Gianna Benelli, da tempo innamorata della collega ma respinta. 
Intanto Venturi indaga sullo smile che l'uomo delle bombe aveva gettato per terra prima di lanciarsi dalla diga, e che Riccardo ha trovato appeso allo specchio del suo bagno. Venturi è ossessionato dall'uomo delle bombe nonostante tutti continuino a ripetergli che è morto e così fa analizzare minuziosamente casa sua e il suo ufficio senza trovare nulla. Il generale Tosi, sollecitato da De Biase, decide che è meglio per il capitano andare in licenza fin quando non si sarà calmato.
- Altri interpreti: Antonio Manzini (dottor Stefano Cecchi), Eleonora Mazzoni (Gianna Benelli), Diane Fleri (Sara Reggiani), Valeria Luchetti (collega di Sara), Sergio Saladino (dottore), Alex Van Damme (Ahmed).
- Ascolti Italia: telespettatori 6.164.000[5]

## La mano del diavolo
- Diretto da: Alexis Sweet
- Scritto da: Paolo Marchesini, Francesco Balletta

### Trama
Carlo Velandri e Giovanna Brosio, due componenti di una setta, sono stati trovati morti nella zona di Borgo Val di Taro e hanno a che fare con una ragazza scomparsa, Amelia Velandri, sorella del ragazzo. Si occupano del caso Testi e Martinelli; quest'ultimo è momentaneamente diventato capitano al posto di Venturi. Intanto Levi e De Biase indagano su un caso di suicidio di un uomo finito nelle mani degli usurai. 
Venturi torna alla diga e analizza un pezzo di silicone trovato sul posto. Il capitano riesce a provare che l'uomo delle bombe è vivo, che si è lanciato con un giubbotto di silicone dalla diga ed è quindi sopravvissuto. I suoi colleghi non gli credono, e lui glielo dimostra lanciandosi allo stesso modo dalla diga. 
- Altri interpreti: Alberto Di Stasio (Fausto Cimbri), Franco Ravera (usuraio), Dante Biagioni (testimone), Gianni Federico (Pozzi), Gabriele Galli (Massimo Cimbri).
- Ascolti Italia: telespettatori 5.513.000[5]

## Delitto a camera chiusa
- Diretto da: Alexis Sweet
- Scritto da: Paolo Marchesini, Barbara Petronio, Leonardo Valenti

### Trama
Venturi dimostra alla sua squadra che l'uomo delle bombe non è morto affogato alla diga. Grazie a un giubbotto salvagente di silicone nascosto sotto la giacca, è riuscito a tornare a galla e a nascondersi. Mentre la squadra è alle prese con due casi di omicidio, quello del tossico Mauro Bellini in un parco e quello dell’impiegata avvelenata Gaia Nicolai, Riccardo vuole interrogare il gemello dell'uomo delle bombe, l'unica persona che può portarlo a lui. Luca Grassi viene convocato, ma poco dopo aver lasciato il R.I.S, Riccardo si rende conto che aveva davanti l'uomo delle bombe e non il fratello gemello. Si reca quindi a casa di Luca Grassi ma ne nasce un conflitto a fuoco. Quando Vincenzo arriva trova Grassi ucciso e il capitano a terra ferito.
- Altri interpreti: Bruno Bilotta (fratello di Lucia), Romano Ghini (Raul Bellini), Stefano Venturi (Mauro Bellini), Gianni Carosi (Giulio Mastronardi), Matilde Ciccia (Gaia Nicolai), Massimo Cimaglia (capo della Nicolai), Anna Ferruzzo (Lucia), Renato Marzi (pusher di Bellini), Giulia Michelini (Francesca Di Biase).
- Ascolti Italia: telespettatori 5.922.000[6]

## L'ultima prova
- Diretto da: Alexis Sweet
- Scritto da: Paolo Marchesini, Barbara Petronio, Leonardo Valenti

### Trama
Venturi è sopravvissuto e in ospedale racconta ai colleghi che a sparargli è stato l’uomo delle bombe sebbene loro credano che abbia sparato lui a Luca Grassi.
Il comando generale manda un nuovo capitano a capo della squadra poiché Venturi è troppo coinvolto dal caso; al suo posto arriva il maggiore D’Angelo dai R.I.S. di Messina (dove si sarebbe trasferito Martinelli) coadiuvato da due colleghi molto rigidi. La squadra però, disobbedendo agli ordini del nuovo capo, continua ad indagare sull'omicidio di Grassi e prova l'innocenza di Riccardo. L'uomo delle bombe infatti ha teso una trappola a Venturi: lo ha ferito e anestetizzato, avendo così il tempo di prendere il fratello, che da tempo teneva prigioniero, ucciderlo con la mano di Riccardo e far ricadere la colpa su di lui con una messinscena. Nel garage del palazzo Riccardo trova più di un centinaio di bombe pronte ad esplodere, ma riesce a disinnescarle mentre l'uomo delle bombe scappa di nuovo. Il capitano lo trova, ma durante l'inseguimento, lo spietato criminale ha uno scontro d'auto contro un camion. Il capitano gli salva la vita, tirandolo fuori dalla macchina che stava per esplodere. Finalmente l'uomo delle bombe è al R.I.S, faccia a faccia con il capitano: gli confessa però di aver piazzato un'ultima bomba in un luogo pubblico, che sta ai R.I.S trovare per impedire la strage. Analizzando i vestiti e il corpo dell'uomo delle bombe, si scopre che l'ordigno si trova nella fontana dove è morta Anna. Arrivati sul posto trovano una sacca vuota, contenente solo l'ultimo messaggio per il capitano. L'uomo delle bombe vuole provare a suicidarsi, ma Riccardo riesce a impedirlo.
- Altri interpreti: Francesco Siciliano (maggiore D’Angelo), Marco Minetti (carabiniere R.I.S.), Lavinia Biagi (tenente Mancini), Fabrizio Croci (artificiere).
- Ascolti Italia: telespettatori 5.864.000[6]